# 上海外语教育出版社
上海外语教育出版社（英語：Shanghai Foreign Language Education Press），简称“外教社”，成立于1979年12月，是一家由国家教育部主管、上海外国语大学主办的大学出版社，现已成为中国最大、最权威的外语出版基地之一 。2009年，上海外语教育出版社转企改制，更名为“上海外语教育出版社有限公司”。

## 社情概览
上海外语教育出版社全心致力中国外语教育事业的发展，以其专业特色和良好的社会效益屹立于出版之林，是国家一级出版社、全国百佳图书出版单位。
上海外语教育出版社已累计出版近30个语种的图书和电子出版物6000余种，总印数近6亿册，年出书近1500种，重版率70%以上，600多个品种在省部级以上各类评比中获奖，多次被国家新闻出版总署表彰为“良好出版社”，并先后荣获“先进高校出版社”和“上海市模范集体”等光荣称号。自2005以来，在上海市出版社图书出版社会效益评估中，外教社多次名列第一；2009年，外教社被国家新闻出版总署评为“全国百佳图书出版单位”；2011年，外教社在中国出版政府奖的评选中荣膺四大奖项——先进出版单位奖、图书奖、图书提名奖和网络出版物提名奖；2011年，外教社共有17个项目入选《“十二五”时期（2011—2015年）国家重点图书、音像、电子出版物出版规划》。
上海外语教育出版社目前共有员工近200名，创造了销售码洋年均5000万元的增幅，并一直保持了良好的发展势头，出版社的创新能力、发展能力、总资产报酬率、净资产收益率、保值增值率等指标名列出版行业前列。从6万元起步到目前发行码洋近7个亿，上海外语教育出版社以一个中型出版社的人员规模，创造了大型出版社的经济规模。

## 重点项目
| | |
| - 新世纪大学英语系列教材 - 新世纪高等院校英语专业本科生系列教材（修订版） - 新世纪高等学校日语专业本科生系列教材 - 新世纪高等学校法语专业本科生系列教材 - 新世纪高等学校俄语专业本科生系列教材 - 新世纪高等学校阿拉伯语专业本科生系列教材 - 新世纪高等学校德语专业本科生系列教材 - 新世纪高等学校西班牙语专业本科生系列教材 - 新编日语简明教程（上、下册） - 英汉翻译教程 - 大学英语（第三版） - 全新版大学英语（第二版） - 全新版大学英语视听阅读 - 新编英语教程（修订版） - 新世纪商务英语专业本科系列教材 - 简明商务英语系列教程 - 翻译专业本科生（BTI）系列教材 - 外教社翻译硕士（MTI）专业系列教材 - 新世纪高职英语（第三版） - 新标准高职高专公共英语系列教材 - 新标准高职高专公共英语系列教材·行业英语系列 - 大学英语综合应用能力选修课系列教材 - 大学英语应用提高阶段专业英语系列教材 - 大学目标英语 - 新思路大学英语口语 - 大学英语基础口语教程（Let’s Talk） - 流畅英语口语教程 - 大学英语创意口语 - 新世纪研究生公共英语教材（第二版） - 新编研究生英语系列教材（供研究生公共英语课使用） - 高等学校英语语言文学专业研究生系列教材 - 全国外国语学校系列教材 - 朗文国际英语教程（SBS）最新版 | - 汉俄大词典 - 新牛津英汉双解大词典 - 不列颠简明百科全书（英文版） - 新时代英英—英汉双解大辞典 - 新世纪英汉多功能词典 - 大学英语四级考试词汇用法词典（第3版） - 牛津英语百科分类词典系列 - 外教社-牛津英汉双解百科分类词典系列 - 朗文英汉双解活用词典（第三版） - 柯林斯英汉双解学习词典 - 柯林斯中阶双语双向词典系列 - 外教社简明外汉·汉外词典系列 - 《广辞苑》（第五版） - 外教社双语军事大词典系列 - 《外国语》（上海外国语大学学报） - 《外语界》 - 《外语测试与教学》（原《英语自学》） |

## 业务体系

### 组织结构
| | |
| - 社长办公室 - 财务室 - 编辑部 - 总编办公室 - 高级审读室 - 资料室 - 高等教育事业部 - 基础教育事业部 - 学术事业部 - 汉语事业部 - 多语种事业部 - 辞书事业部 - 对外合作事业部 - 文字编辑室 - 校对室 - 期刊编辑室 - 美术编辑室 - 数字出版中心 - 上海外教社信息技术有限公司 - 印刷中心 - 出版部 - 上海外语教育出版社印刷厂 - 上海宝祁装订厂 - 上海申亚实业发展有限公司 - 上海申亚出版发展公司 | - 营销中心 - 教材营销部 - 综合图书营销部 - 公司经营业务部 - 储运部 - 上海外教社图书发行有限公司 - 上海外语教育书店 - 上海申南外语经营服务部 - 江苏外教社图书发行有限公司 - 湖南外教社图书发行有限公司 - 湖北外教社图书发行有限公司 - 福建外教社图书发行有限公司 - 陕西外教社图书发行有限公司 - 山东外教社图书发行有限公司 - 市场部 - 上海外教社教育培训中心 - 外教社北京文化发展中心 - 外教社北美分社 - 外教社出版物研究所 - 外教社出版发展研究所 - 中国外语教材与教法研究中心（与上海外国语大学共建） |

## 国际合作
上海外语教育出版社自成立之日起就积极开展同国外出版机构的合作，迄今已同60多家境外出版机构开展了富有成效的合作，合作伙伴分布在美国、英国、德国、法国、西班牙、意大利、丹麦、荷兰、俄罗斯、韩国、日本、香港、台湾等国家/地区。合作的形式，既有版权授权，也有中外双方共同开发选题合作出版。外教社主要合作伙伴有：
| | |
| - 日本ALC语言教育出版社（ALC Press Inc） - 日本ASK出版社（ASK Co. Ltd） - 英国大英图书馆（British Library） - 英国剑桥大学出版社（Cambridge University Press） - 英国圣智学习出版公司（Cengage Learning ） - 美国Continuum国际出版集团（Continuum International Publishing Group） - 德国康乃馨出版集团（Cornelsen Verlag） - 多乐园出版社（Darakwon） - 義大利戴阿戈斯蒂尼出版公司（DeAgostini Scuola） - 美国迪士尼全球出版（Disney Publishing Worldwide, Inc.） - 英国爱丁堡大学出版社（Edinburgh University Press） - 荷蘭爱思唯尔出版集团（Elsevier） - 美国不列颠百科全书公司（Encyclopedia Britannica, INC.） - 英国Express出版社（Express Publishing） - 日本学习研究社（Gakken） - 挪威居能达尔出版社（Gyldendal） - 法國阿歇特出版集团（Hachette Livre） - 美国哈珀·柯林斯出版集团（HarperCollins Publishers） - 日本岩波书店株式会社（Iwanami Shoten, Publishers） - 美国约翰·本杰明斯出版公司（John Benjamins Publishing Company） - 日本三省堂株式会社（Kabushiki-gaisha Sanseidō） | - 德国克莱特出版集团（Klett International） - 法國拉鲁斯出版公司（Larousse） - 美国雷纳出版集团（Lerner Publishing Group） - 英国麦克米伦出版公司（Macmillan Education） - 新加坡名创国际出版集团（Marshall Cavendish） - 美国麦格劳-希尔教育集团（McGraw-Hill Education） - 美国现代语言学会（Modern Language Association of America） - 英国多语种图书出版有限公司（Multilingual Matters Ltd.） - 英国牛津大学出版社（Oxford University Press） - 美国培生教育出版集团（Pearson Education） - 美国兰登书屋（Random House） - 美国SAGE出版集团（Sage Publications） - 英国圣杰罗姆出版公司（St. Jerome Publishing） - 日本小学馆（Shogakukan） - 德国斯普林格出版社（Springer-Verlag） - 法國泰勒-弗朗西斯出版集团（Taylor & Francis Group） - 美国Teacher Created Materials公司（Teacher Created Materials Publishing） - 美国Townsend出版社（Townsend Press） - 義大利Ulrico Hoepli出版社（Ulrico Hoepli Editore） - 美国世界贸易出版社（World Trade Press） - 俄羅斯雄辩家出版社（Zlatoust Publishing House） |